# Merrey
Merrey is een gemeente in het Franse departement Haute-Marne (regio Grand Est) en telt 137 inwoners (1999). De plaats maakt deel uit van het arrondissement Chaumont.

## Geografie
De oppervlakte van Merrey bedraagt 6,9 km², de bevolkingsdichtheid is 19,9 inwoners per km².

## Verkeer en vervoer
In de gemeente ligt spoorwegstation Merrey.
De onderstaande kaart toont de ligging van Merrey met de belangrijkste infrastructuur en aangrenzende gemeenten.

## Demografie
Onderstaande figuur toont het verloop van het inwonertal (bron: INSEE-tellingen).